# Phaenobezzia tropica
Phaenobezzia tropica är en tvåvingeart som först beskrevs av Clastrier och Wirth 1961.  Phaenobezzia tropica ingår i släktet Phaenobezzia och familjen svidknott. Inga underarter finns listade i Catalogue of Life.